# Chironomus heterodentatus
Chironomus heterodentatus är en tvåvingeart som beskrevs av Alexander S. Konstantinov 1956. Chironomus heterodentatus ingår i släktet Chironomus och familjen fjädermyggor. Inga underarter finns listade i Catalogue of Life.